# Натанс, Бенджамин
Бенджамин Натанс (англ. Benjamin Nathans — Бе́нджамин Не́йтанс) — американский историк, специалист по истории Российской империи и СССР, современным евреям, истории прав человека. Профессор Пенсильванского университета (с 2003 года).

## Биография
Родился в семье Нобелевского лауреата в области медицины и физиологии Даниела Натанса.
В 1980—1984 годах учился в Йельском университете, который окончил со степенью бакалавра истории magna cum laude.
В 1984—1985 годах учился в Тюбингенском университете, в 1987 году — в Ленинградском государственном университете, в 1989 году — в Еврейском университете в Иерусалиме.
Степени магистра искусств (1989) и доктора философии по истории (1995) получил в Калифорнийском университете в Беркли, где учился в 1987-95 годах.
В 2007—2008 годах прослушал курсы по теории права в Школе права Нью-Йоркского университета.
В 1992—1995 годах — преподаватель Гарвардского университета
В 1995—1998 годах — преподаватель Индианского университета.
С 1998 года преподаватель, с 2003 года — профессор, с 2006 года — именной профессор истории Пенсильванского университета.
В 2010 году приглашённый профессор в Высшей школе социальных наук в Париже.

## Сочинения
Автор книги о евреях в Российской империи «Beyond the pale» («За чертой») (Беркли, 2002, 2004), переведённой на русский (М.: РОССПЭН, 2007) и иврит (2013).
- To the Success of Our Hopeless Cause: The Many Lives of the Soviet Dissident Movement. — Princeton University Press, 2024.